# Emil Alphons Herrenschneider
Emil Alphons Herrenschneider (auch: Émile Alphonse Herrenschneider; * 20. Januar 1823 in Reichenweier, Elsass; † 22. Oktober 1899 in Horburg) war ein deutscher evangelischer Geistlicher und Lokalhistoriker des Elsass.

## Leben
Herrenschneider war evangelischer Pfarrer und Konsistorialpräsident in Horburg und befasste sich mit der älteren Geschichte seiner Wirkungsstätte und ihres geographischen Umfelds, studierte archivalische Quellen und führte archäologische Ausgrabungen durch. Er verfasste einige wichtige, auf eigenen Forschungen beruhende Abhandlungen zur Regionalgeschichte des Elsass. Seine Ausgrabungen galten insbesondere der Lokalisierung der römischen Siedlung Argentovaria, die in Tabellen des antiken römischen Straßennetzes verzeichnet ist.

## Werke (Auswahl)
- Le Pain de vie, ou rapport du VIe chap. de St. Jean à la sainte Cène (1848).
- Predigt auf das 24ste Jahresfest der evangelisch-kirchlichen Missions-Gesellschaft zu Colmar, gehalten den 16. Juni 1867.
- Argentovaria-Horburg, in: Jahrbuch für Geschichte, Sprache und Litteratur Elsass-Lothringens, I. Jahrgang, Straßburg 1885, S. 25–39.
- Argentovaria-Horburg, Nachtrag zu Jahrbuch I, S. 25 ff., in: Jahrbuch für Geschichte, Sprache und Litteratur Elsass-Lothringens, II. Jahrgang, Straßburg 1886, S. 156–158.
- Versuch einer Ortsgeschichte von Weier auf'm Land, Eugen Barth, Colmar 1890.
- Argentovaria-Horburg (1895).
- Römercastell und Grafenschloss Horburg, mit Streiflichtern auf die römische und elsässische Geschichte. Mit Plänen und Zeichnungen von Baurat Winkler. Barth, Colmar 1894 (Google-Books).
- Il était une fois Wihr-en-Plaine (2016).

## Mitgliedschaften
Herrenschneider war seit November 1844 Mitglied Nr. 132 der Theologischen Gesellschaft zu Straßburg.